# Ева Анджелина
Ева Анджелина (англ. Eva Angelina, настоящее имя Николь Фрэнсис Клайн, англ. Nicole Francis Clyne; род. 14 марта 1985 года, Ориндж, штат Калифорния) — американская порноактриса. Начала свою карьеру в возрасте 18 лет. Поначалу была интернет-моделью, а позже стала сниматься в порнофильмах. В 2007—2008 годах получила множество наград, включая AVN Award 2008 как лучшая актриса.

## Биография
Родилась в семье с кубинскими, китайскими, ирландскими и английскими корнями. Она говорит, что жила очень богато, но всё изменилось, когда ей исполнилось 13 лет — её семья многое потеряла. С малых лет она хотела сниматься в фильмах для взрослых.
В 14 лет начала снимать своё собственное порно, втайне от родителей, используя их камеру. Анджелина пришла в порноиндустрию, прочитав рекламу в газете. Её первой сценой в индустрии стала сцена из сериала «Мир Шейна» в 2003 году.
Отличительной чертой Анджелины стали очки, которые она надевает во время съёмок. Снимается в жанрах: оральный, анальный, групповой секс, эякуляция на лицо.
В 2005 году пыталась поступить на службу в военно-морские силы США и даже начала требующуюся процедуру выведения татуировки, однако в итоге ей отказали из-за отсутствия диплома младшего специалиста.
В январе 2008 года студией Evil Angel был выпущен фильм, полностью посвященный актрисе — «E For Eva» (режиссёр — Джонни Даркко). В этом фильме Ева впервые снялась в сцене с анальным сексом, двойным проникновением и буккаке.
В декабре 2007 года Ева вышла замуж за порноактёра Дэнни Маунтайна, с которым развелась в 2009 году. 9 декабря 2008 года у них появилась дочь Сильви.
В мае 2014 года Анджелина получила лицензию и начала работать риэлтором в округе Ориндж (штат Калифорния).
По данным на 2022 год её фильмография насчитывает более 900 порнофильмов, порносцен и компиляций.

## Премии и номинации
| Год  | Церемония        | Категория                                           | Работа         | Результат |
| ---- | ---------------- | --------------------------------------------------- | -------------- | --------- |
| 2007 | NightMoves       | Лучшая актриса по выбору фанатов                    |                | Победа    |
| 2007 | AEBN VOD Award   | Исполнительница года                                |                | Победа    |
| 2008 | AVN Awards       | Лучшая актриса (Видео)                              | Upload         | Победа    |
| 2008 | AVN Awards       | Лучшая сцена сольного секса                         | Upload         | Победа    |
| 2008 | XBIZ Award       | Лучшая исполнительница года                         |                | Победа    |
| 2008 | XRCO Award       | Одиночное выступление, лучшая актриса               | Upload         | Победа    |
| 2008 | Adult DVD Empire | Девушка из Империи                                  |                | Победа    |
| 2008 | NightMoves       | Лучший полнометражный гонзо-релиз (выбор редактора) | E for Eva      | Победа    |
| 2010 | AVN Awards       | Лучшая сцена группового секса с участием девушек    | Deviance       | Победа    |
| 2010 | XBIZ Award       | Лучший сайт порнозвезды                             |                | Победа    |
| 2010 | XRCO Award       | Лучший "камбэк"                                     |                | Победа    |
| 2011 | AVN Awards       | Лучшая сцена стриптиза                              | Car Wash Girls | Победа    |

- 2013 — введена в Зал Славы Джулиленд[16]

## Фильмография

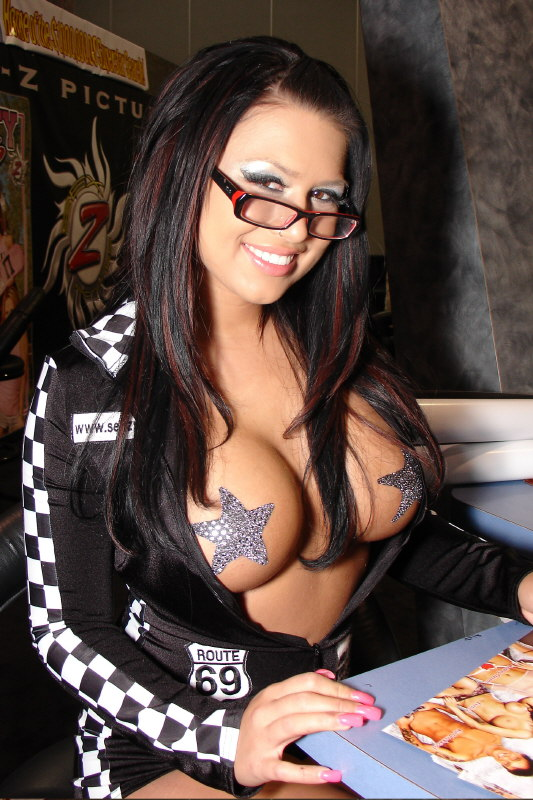
Ева Анджелина в 2007 году

- Santeria (2003)
- Deep Throat This 18 (2003)
- Teens Revealed 3 (2003)
- Woman's World (2004)
- Throat Gaggers 6 (2004)
- Young Tight Latinas 7 (2004)
- Squirting 101 2 (2004)
- Just Over 18 10 (2004)
- Cum Swapping Sluts 7 (2004)
- First Offense 7 (2004) (as Angelina)
- Exotically Erotic (2004)
- Bangin' Beaver on the Bus 4 (2004)
- College Invasion #4 (2004) (as Angelina)
- Baby Doll First Timers (2004)
- Thank God It's Friday (2004)
- Throat Bangers 4 (2004)
- The Art of Oral Sex (2004)
- Easy Prey 2 (2004)
- Tex-Ass Hole 'Em (2005)
- Double Decker Sandwich 6 (2005)
- Cum Craving Teens 2 (2005)
- Girl Crazy 5 (2005)
- I Can't Believe I Took the Whole Thing 2 (2005)
- Fleshbacks (2005)
- Mamacitas 7 (2005)
- Polarity (2005)
- Image of Sex (2005)
- Horny Spanish Flies 2 (2005)
- Pussy Foot'n 14 (2005)
- Lust in Leather (2005)
- Spunk'd 3 (2005)
- But I'm with the Band (2005)
- Big and Bouncy (2005)
- Body Shots (2005/I) .... Poolhall Waitress
- Full Service 2 (2005)
- A Perverted Point of View 9 (2005)
- Handjob Heaven (2005)
- Caged Sluts (2005)
- Iron Head 3 (2005)
- GrubGirl (2005)

- Latin Obsession 2 (2005)
- Farmer's Daughters Take It Off (2005)
- Chicks & Salsa 2 (2005)
- My First Porn 2 (2005)
- Jack's Teen America 8 (2005)
- Hand to Mouth 2 (2005)
- Addicted 2 Sin (2005)
- Fishnets 2 (2005)
- Young Cummers 2 (2005)

- Spunk'd 4 (2006)
- Rockin' Roxy (2006)
- Addicted (2006)
- Ghetto Fabulous (2006)
- Fantasy All-Stars 3 (2006)
- Nice Fuckin' Tits (2006)
- The Lusty Busty Pussy Patrol (2006)
- Fetish Factory (2006)
- Spunk'd 6 (2006)

- Face Invaders (2006)
- Pussy Party 18: Captive (2006)
- Naughty Office 3 (2006)
- Caught in the Act (2006)
- 2 on 1 #25 (2006)
- My Daughter's Fucking Blackzilla! 12 (2006)
- Sun Burn (2006)
- Cum Buckets! 5 (2006)
- Mouth 2 Mouth 8 (2006)
- Latina Lovers (2006)
- Ghouls Gone Wild (2006)
- Love Is Blue (2006)
- Pop 6 (2006)
- Latin Sinsations: Finding Good Help (2006)
- The Hacienda (2006)
- Heavy Breathing (2006)
- Toys, Twats, Tits (2006)
- Eva Angelina (2006)
- Off the Rack 5 (2006)
- Sleeping Around (2006)
- P. O. V. 10 (2006)
- The Da Vinci Load (2006/II) .... Prioress
- Casey Parker Is the Girl Next Door (2006)
- Hotsex.com (2006)
- Curse Eternal (2006) .... Harem Girl #1
- Federal Breast Inspectors (2006) .... Miss Peel
- Latin Spice (2006)
- 3 Wishes (2006)
- Unwritten Love (2006)
- Dirty Little Secrets (2006/II)
- Flavor of the Month (2006)
- Aphrodisiac (2006)
- Rack by Popular Demand (2007)
- The Dark Side of Marco Banderas 2 (2007)
- Old Geezers, Young Teasers (2007)
- Spunk'd: The Movie (2007)
- Licensed to Blow (2007)
- The 2007 AVN Awards Show (2007)
- Tiny Tit School Girls (2007)
- Simple Fucks (2007)
- Fuck Me (2007/II)
- Upload (2007)
- Girlgasmic (2007)
- Schoolgirls on Fire (2007)
- Brotha Lovers (2007)
- E for Eva (2007)
- House of Ass 6 (2007)
- Naughty America 4 Her 2 (2007)
- Blowbang Competition 2 (2007)
- Teen Thrills (2007)
- Meet the Twins 7 (2007)
- Performers of the Year (2007)
- Housewife 1 on 1 #7 (2007)
- Smokin' Hot 2 (2007)
- Exxxtra Credit (2007)
- Paste My Face 6 (2007)
- Girls Love Girls 3 (2008)
- Goo 4 Two 6 (2008)
- Courtney's Chain Gang (2008)
- Busty Bonitas Bon Bons (2008)
- Tits Ahoy 7 (2008)
- Swimsuit Calendar Girls (2008)
- Top Ten (2008)
- The Doll House 4 (2008)
- Naughty America 4 Her 4 (2008)
- Smothered n' Covered 5 (2008)
- Mind Fley (2008)
- Load Warriors (2008)
- Strip Tease Then Fuck 10 (2008)
- All About Eva Angelina (2008)
- Pop 7 (2008)
- Close Shave (2008)
- Sexy Solos (2008)
- Jesse Jane: Sexy Hot (2008)
- Dream Team (2008)
- Pornstars Like It Big 4 (2008)
- Suck It Dry 5 (2008)
- My Daughter's Fucking Blackzilla! 18 (2008)
- Control 9 (2008)
- We Suck! POV Tag-Team Suck-Off (2008)
- Best of Blackzilla 3 (2008)
- Bitchcraft 3 (2008)
- 2 Chicks Same Time 2 (2008)
- My Daughter's Fucking Blackzilla! 17 (2008)
- Bitch & Moan 2 (2008)
- Slave for a Night (2008)
- Babes Illustrated 17 (2008)
- Cum Buckets! 8 (2008)
- Se7en Deadly Sins (2008)
- Angel Face (2008/I)
- Shay Jordan: Juice (2008)
- Good Morning Woody 2 (2008)
- Rack by Popular Demand 3 (2008)
- Down the Hatch 23 (2008)
- Real Female Orgasms 8 (2008)
- Evalution (2008)
- Pornstars Like It Big 2 (2008)
- The Oracle (2008) .... Cassie's Woman
- Porn Star Brides (2008)
- Fantasy All-Stars 8 (2008)
- Roller Dollz (2008) .... Skid Marx
- Not Bewitched XXX (2008) .... Aunt Clara
- Forbidden (2009)
- Baby Got Boobs (2009)
- Evalutionary (2009)
- Deviance (2009)
- Sex Time (2009)
- Naughty Office 18 (2009)
- American Swingers (2009)
- Heaven and Hell (2009)
- Mr. Big Dicks Hot Chicks #4 (2009)